# 罗女星
罗女星（117 Lomia）是第117颗被人类发现的小行星，于1871年9月12日发现。罗女星的直径为148.7千米，质量为3.4×1018千克，公转周期为1889.604天。
罗女星以希臘神話中的女性怪物拉彌亞命名。